# Dystopia (Megadeth)
Dystopia è il quindicesimo album in studio del gruppo musicale statunitense Megadeth, pubblicato il 22 gennaio 2016 dalla Tradecraft, etichetta discografica indipendente fondata da Dave Mustaine.
Si tratta del primo album registrato dai Megadeth insieme al chitarrista Kiko Loureiro e al batterista Chris Adler, subentrati rispettivamente a Chris Broderick e Shawn Drover, i quali hanno abbandonato il gruppo verso la fine del 2014.
L'album ha ottenuto un ottimo successo negli Stati Uniti d'America, debuttando direttamente al terzo posto della Billboard 200, il miglior risultato in classifica ottenuto dal gruppo dai tempi di Countdown to Extinction che raggiunse il secondo posto nel 1992. In aggiunta, la title track ha regalato ai Megadeth il Grammy Award alla miglior interpretazione metal nel 2017, il loro primo in carriera dopo una serie di undici candidature senza successo ottenute negli anni precedenti.

## Composizione
Dave Mustaine ha elaborato possibili tematiche, rivelando che stava leggendo la storia del mondo e «roba pazza [sulla] scienza». Sia Mustaine che David Ellefson hanno indicato che l'album avrebbe presentato un approccio musicale e stilistico differente rispetto al precedente album Super Collider, tra cui il distacco dalle sonorità radiofoniche.
Nel luglio 2014 Mustaine ha rivelato di aver editato una prima versione di un brano intitolato Why We Lie to You, comparandone la struttura musicale con quella di Holy Wars... The Punishment Due, mentre nel maggio 2015 il gruppo ha pubblicato numerosi video attraverso PledgeMusic, tra cui alcuni che includevano spezzoni di ulteriori brani inediti come The Emperor e Conquer or Die!. In totale i Megadeth hanno registrato 15 brani, di cui due sono reinterpretazioni: Melt the Ice Away dei Budgie e Foreign Policy dei Fear. In Dystopia ha contribuito il musicista country Steve Wariner con alcune parti di steel guitar, oltre ad essere presente il brano Poisonous Shadows, caratterizzato da parti di pianoforte eseguite dal chitarrista Kiko Loureiro e da arrangiamenti orchestrali curati da Ronn Huff, padre del produttore discografico Dann Huff, il quale lavorò con il gruppo nella fine degli anni novanta.

## Promozione
Il 1º ottobre 2015 i Megadeth hanno reso disponibile per l'ascolto il brano Fatal Illusion, estratto come primo singolo dall'album il giorno successivo. Ad esso ha fatto seguito un secondo singolo, intitolato The Threat Is Real e uscito in occasione del Black Friday del Record Store Day.
L'album è stato commercializzato il 22 gennaio 2016 in edizione standard da 11 brani e in edizione speciale con due tracce in più, quest'ultima presente esclusivamente su iTunes e su Best Buy. In contemporanea è stata resa disponibile sul mercato anche un'edizione limitata costituita dalla stessa lista tracce di Best Buy e di iTunes e da un cofanetto che include anche una cardboard box per smartphone che consente di vedere il gruppo eseguire cinque brani dell'album nella realtà virtuale.
Dystopia è stato promosso anche dal relativo Dystopia World Tour: nelle date in cui Adler non ha potuto partecipare, a causa dei suoi impegni con i Lamb of God, il suo posto è stato preso da Tony Laureano, session man di fiducia nei soundcheck del gruppo. Successivamente Dirk Verbeuren dei Soilwork è stato ingaggiato come nuovo sostituto, divenendo membro ufficiale della formazione dal 15 luglio 2016.

## Accoglienza
| Recensione       | Giudizio |
| ---------------- | -------- |
| AllMusic         |          |
| Blabbermouth.net | 8.5/10   |
| Consequence      | C+       |
| Exclaim!         | 6/10     |
| The Guardian     |          |
| Kerrang!         |          |
| Metal Hammer     | 9/10     |
| NOW Toronto      |          |
| Rolling Stone    |          |
| Slant Magazine   |          |

Dystopia ha ricevuto perlopiù recensioni positive da parte della critica specializzata: secondo il sito Metacritic, l'album ha ricevuto una valutazione media di 69 su 100, basata su dodici recensioni. In primis è stato evidenziato il cambiamento di rotta del gruppo verso sonorità più aggressive, in netto contrasto con quelle radiofoniche affrontate nel precedente Super Collider.
Joel McIver di Record Collector ha descritto Dystopia come un ritorno alla grande per i Megadeth, nonché un grande miglioramento rispetto agli ultimi due album. Calum Slingerland di Exclaim!, riguardo al ritorno a sonorità più aggressive da parte del gruppo, ha scritto che Dystopia ha riportato i Megadeth in pista e che ha cominciato un nuovo capitolo nella loro carriera leggendaria. Chad Bowar di Loudwire ha elogiato l'interazione tra Mustaine e Loureriro, mentre Sarah Rodman del The Boston Globe ha evidenziato positivamente i riff «energetici» di chitarra e i testi «cinici» relativi alle condizioni del Mondo. Scrivendo per Blabbermouth.net, Ray Van Horn, Jr. ha dichiarato che l'album «non è monumentale ma è un album dannatamente buono (spesso magnifico). L'intero quartetto di questa incarnazione dei Megadeth va per la vittoria e Dystopia riesce a ottenere buoni punteggi.» Thom Jurek di AllMusic ha dichiarato che «È facile apprezzare la musica in Dystopia; esso mostra Mustaine e una nuova versione dei Megadeth a un picco creativo." Dom Lawson di The Guardian ha invece definito il disco un «assoluto ritorno sorprendente» allo stile musicale «di vecchie glorie come Rust in Peace e Endgame.»
Alcuni recensori hanno tuttavia criticato alcune caratteristiche di Dystopia, principalmente riguardo alle opinioni espresse da Mustaine attraverso i testi da lui composti nell'album. È il caso di J.J. Anselmi di The A.V. Club, che sebbene abbia notato una «strumentazione perfetta» nell'album, si è lamentato sui testi «politici offensivi» e «xenofobi» del frontman del gruppo, un pensiero condiviso anche da Benjamin Aspray di Slant Magazine.

## Tracce
Testi e musiche di Dave Mustaine, eccetto dove indicato.

### Edizione standard
1. The Threat Is Real – 4:22
2. Dystopia – 4:59
3. Fatal Illusion – 4:15
4. Death from Within – 4:47
5. Bullet to the Brain – 4:29
6. Post American World – 4:25 (Dave Mustaine, Kiko Loureiro)
7. Poisonous Shadows – 6:02 (Dave Mustaine, Kiko Loureiro)
8. Conquer or Die! – 3:33 (Dave Mustaine, Kiko Loureiro)
9. Lying in State – 3:34
10. The Emperor – 3:52
11. Foreign Policy – 2:28 – originariamente interpretata dai Fear

Traccia bonus nell'edizione giapponese
1. Me Hate You – 4:44

### Edizione di Best Buy e di iTunes
1. The Threat Is Real – 4:22
2. Dystopia – 4:59
3. Fatal Illusion – 4:15
4. Death from Within – 4:47
5. Bullet to the Brain – 4:29
6. Post American World – 4:25 (Dave Mustaine, Kiko Loureiro)
7. Poisonous Shadows – 6:02 (Dave Mustaine, Kiko Loureiro)
8. Look Who's Talking – 4:14
9. Conquer or Die! – 3:33 (Dave Mustaine, Kiko Loureiro)
10. Lying in State – 3:34
11. The Emperor – 3:52
12. Last Dying Wish – 3:49
13. Foreign Policy – 2:28 – originariamente interpretata dai Fear

## Formazione
Gruppo
- Dave Mustaine – voce, chitarra
- Kiko Loureiro – chitarra, pianoforte (traccia 7)[14]
- David Ellefson – basso
- Chris Adler – batteria

Altri musicisti
- Blair Masters – tastiera, programmazione
- Eric Darken – percussioni
- Chris Rodriguez – cori aggiuntivi
- Farah Siraj – voce aggiuntiva (The Threat Is Real e Poisonous Shadows)
- Miles Doleac – voiceover (Conquer or Die)
- Ronn Huff – orchestra e arrangiamenti orchestrali (Poisonous Shadows)
- Steve Wariner – steel guitar[13]

Produzione
- Dave Mustaine – produzione
- Chrois Rakestraw – ingegneria del suono, co-produzione
- Jeff Balding – produzione aggiuntiva
- Cameron Webb – pre-produzione
- Josh Wilbur – missaggio
- Ted Jensen – mastering

## Classifiche
| Classifica (2016)          | Posizione massima |
| -------------------------- | ----------------- |
| Australia                  | 6                 |
| Austria                    | 14                |
| Belgio (Fiandre)           | 19                |
| Belgio (Vallonia)          | 25                |
| Canada                     | 3                 |
| Finlandia                  | 3                 |
| Francia                    | 39                |
| Germania                   | 10                |
| Giappone                   | 16                |
| Italia                     | 21                |
| Norvegia                   | 13                |
| Nuova Zelanda              | 6                 |
| Paesi Bassi                | 25                |
| Portogallo                 | 20                |
| Regno Unito                | 11                |
| Regno Unito (rock & metal) | 1                 |
| Spagna                     | 21                |
| Stati Uniti                | 3                 |
| Stati Uniti (hard rock)    | 1                 |
| Stati Uniti (rock)         | 1                 |
| Stati Uniti (tastemaker)   | 2                 |
| Svezia                     | 19                |
| Svizzera                   | 7                 |